# Thimi Mitko
Thimi Mitko vagy Efthimi Mitko (Korça, 1820 – Korça, 1890. március 22.) albán folklorista, publicista, költő. Az első albán nyelvű, vegyes műfajú népköltési antológia, az 1878-ban megjelent Bleta shqipëtare (’Az albán méh’)  anyagának gyűjtője és szerkesztője.

## Életútja
Szülővárosában, Korçában végzett el egy görög tannyelvű alapiskolát. Miután nagybátyját, Peti Mitkót az 1847-es korçai felkelésben való részvételéért 1850-ben száműzték, Mitko is csatlakozott hozzá. Először Athénban telepedtek le, ahonnan Mitko Konstantinápolyba, Plovdivba, majd Bécsbe költözött. Konstantinápolyban a Hasan Tahsini, Seit Toptani, Pashko Vasa és Jani Vreto alkotta albán nacionalista kör tagja lett, és részt vett az 1860-as évek elején feloszlatott társaságuk alapításában. Az osztrák fővárosban szabóként kereste kenyerét. 1865-ben Egyiptomban telepedett le, Beni-Szuefben sikeres kereskedelmi céget alapított, emellett folyóiratokban az albán autonómia ügyét támogató írásokat publikált. Az 1880-as években Romániába költözött, ahol részt vett a bukaresti albán társaság, a Drita (’Fény’) tevékenységében. 1885-ben Mitkót küldték szülővárosába azzal, hogy a korçai püspöknek bemutassa albán nyelvű iskola nyitásáról szóló tervezetüket. Az ortodox egyház eleinte kedvezően fogadta az ötletet, de később az iskolaalapítást a pátriárka engedélyéhez kötötték. Mitko néhány év múlva torokrákban halt meg hetvenéves korában.

## Munkássága
Mitko bécsi évei során levelezésben állt Jeronim de Rada arberes költővel, valamint a népköltési gyűjteményén dolgozó, szintén arberes Demetrio Camardával. Camarda hatására kezdett el 1859 körül érdeklődni a népköltészet iránt, albán népdalokat, találósokat és népmeséket küldött neki, amelyek aztán meg is jelentek a Camarda-gyűjteményben. Mitko főként az emigráció dél-albániai tagjai körében gyűjtötte a népköltészeti alkotásokat, Egyiptomban való letelepedését követően, 1866 után pedig Spiro Dine is segítette a gyűjtőmunkában, illetve az anyag feldolgozásában. Mintegy másfél évtizedes munka eredményeként 1874-ben állt össze az 505 népdalból – köztük hősénekekből, szokás- és alkalmi dalokból – , 39 népmeséből, valamint számos népi szólásból összeszerkesztett gyűjtemény. A munka végül csak 1878-ban jelent meg Alexandriában, görög betűkkel, de albán nyelven Αλβανική μέλισσα / Alvanikí mélisza (’Albán méh’) címen, de az albán irodalomtörténet-írás alcíme alapján Belietta Sskiypetare, modern helyesírással Bleta shqipëtare néven emlegeti a könyvet. A munka előszava szerint célja a népköltési gyűjteménnyel az volt, hogy az albánok nagy tömegeihez a számukra ismertebb szövegeken keresztül közelebb hozza az anyanyelvi kultúrát. A Bleta shqipëtare az első albán nyelvű, ráadásul tudományos tipologizáló igénnyel összeállított népköltészeti antológiaként vonult be az albán művelődés történetébe. Nem fogadta osztatlan lelkesedés, az albán nemzeti törekvéseket csírájában elfojtani igyekvő ortodox görögség Athénban nyilvánosan el is égette egy példányát. Nagy hatást gyakorolt az azokban az években kibontakozó albán nemzeti mozgalomra, a romantika irodalmára. Visar Dodani a Mitko-gyűjteménytől ihletve 1898-ban hasonló népköltési antológiát állított össze Mialté mblétese (’Méhek méze’) címen, amelyben másoké mellett Mitko verseinek is helyet szorított.
1878-as fő műve kiadása után Mitko továbbra is foglalkozott népköltészeti gyűjtéssel, és Méhecske címen össze is állította az újabb anyagot, de ennek kiadására már nem került sor. Hasonlóképpen kiadatlan maradt 3000 oldalas albán–görög szótára, amelynek kéziratát azonban később Alexandriában megtalálták.  Mitko költőként, hazafias versek szerzőjeként is ismert volt. Legnevezetesebb munkája a Marseillaise albán nyelvre való átdolgozása volt a Prizreni Liga időszakában (1878–1881), amelyet a nemzeti mozgalom himnuszának szánt.
Gjergj Pekmezi 1924-ben írt monográfiát a munkáról és Thimi Mitko életéről, Qemal Haxhihasani pedig 1981-ben Mitko összegyűjtött publicisztikáit és verseit adta ki.